# Фристайл на зимних Олимпийских играх 1998
Соревнования по фристайлу на зимних Олимпийских играх 1998 прошли 10 и 17 февраля.

## Медалисты

### Мужчины
| Дисциплина | Золото            | Серебро                 | Бронза                     |
| ---------- | ----------------- | ----------------------- | -------------------------- |
| Могул      | Джонни Мосли США  | Янне Лахтела Финляндия  | Сами Мустонен Финляндия    |
| Акробатика | Эрик Бергоуст США | Себастьен Фукра Франция | Дмитрий Дащинский Беларусь |

### Женщины
| Дисциплина | Золото           | Серебро                      | Бронза                |
| ---------- | ---------------- | ---------------------------- | --------------------- |
| Могул      | Таэ Сатоя Япония | Татьяна Миттермайер Германия | Кари Тро Норвегия     |
| Акробатика | Николь Стоун США | Сюй Наньнань Китай           | Колетт Бран Швейцария |